# Judaszek
Judaszek – adaptacja powieści Państwo Gołowlewowie Michaiła Sałtykowa-Szczedrina w reżyserii Andrzeja Bubienia wystawiana w Teatrze Ateneum w Warszawie. Premiera miała miejsce 24 kwietnia 2010 r.

## Opis fabuły
Arina Pietrowna (w tej roli Jadwiga Jankowska-Cieślak) sprawuje w swoim majątku rządy żelaznej ręki. Sytuacja w domu zaczyna się zmieniać, gdy gorliwym pomocnikiem matki w prowadzeniu interesów staje się Porfiry (Przemysław Bluszcz), cnotliwy chrześcijanin, który okazuje się bezwzględnym manipulantem.

## Obsada
- Porfiry – Przemysław Bluszcz
- Arina – Jadwiga Jankowska-Cieślak
- Prezbiter – Jerzy Kamas
- Paweł – Grzegorz Damięcki
- Anna – Barbara Prokopowicz
- Stiepan – Dariusz Wnuk
- pozostali – Maria Ciunelis, Sylwia Zmitrowicz, Wojciech Brzeziński[1]